# Élections générales britanniques de 1929 en Écosse
 (décembre 2021).
Si vous disposez d'ouvrages ou d'articles de référence ou si vous connaissez des sites web de qualité traitant du thème abordé ici, merci de compléter l'article en donnant les références utiles à sa vérifiabilité et en les liant à la section « Notes et références ».
Les élections générales britanniques de 1929 se sont déroulées le 30 mai. L'Écosse envoie 71 membres à la Chambre des communes.

## Résultats
| Partis               | Partis                            | Voix      | %     | Sièges | +/-           |
| -------------------- | --------------------------------- | --------- | ----- | ------ | ------------- |
|                      | Parti travailliste                | 937 300   | 41,79 | 36     | 10            |
|                      | Parti unioniste                   | 792 063   | 35,31 | 20     | 16            |
|                      | Parti libéral                     | 407 081   | 18,15 | 13     | 5             |
|                      | Parti communiste                  | 27 114    | 1,21  | 0      | en stagnation |
|                      | Parti de la prohibition écossaise | 25 037    | 1,12  | 1      | en stagnation |
|                      | Parti national d'Écosse           | 3 313     | 0,15  | 0      | en stagnation |
|                      | Divers                            | 51 033    | 2,28  | 1      | 1             |
|                      |                                   |           |       |        |               |
| Inscrits             | Inscrits                          |           |       | 71     | en stagnation |
| Votants              |                                   |           |       |        |               |
| Abstention           |                                   |           |       |        |               |
| Votes blancs et nuls |                                   |           |       |        |               |
| Votes exprimés       | Votes exprimés                    | 2 242 941 |       |        |               |